# Merano
Merano (něm. Meran) je italské historické a lázeňské město v provincii Bolzano. Nachází se v údolí Adiže na rozhraní Ötztalských Alp, Ortles a Sarntalských Alp. V Meranu žije 40 tisíc obyvatel a je tak druhým největším městem provincie Bolzano.

## Historie
Nejstarší archeologické nálezy dokazují existenci pravěkého sídla z doby laténské. Později na tomto místě býval římský vojenský tábor ležící na důležité křižovatce obchodních a vojenských cest do Reschenského průsmyku a Brennerského průsmyku, který byl v 5. století rozšířen na opevněné Castrum Maiense. Dnešní město bylo založeno v 9. století. Ve 12. století byl na skále založen hrad. Roku 1317 Merano získalo městská práva, během 14. století vystavělo městské opevnění a roku získalo 1475 mincovní právo. Ve 14.–15. století bylo Merano centrem řemesel (zejména soukenictví), zemědělství (zejména vinařství) a dálkového obchodu, hlavním městem celého Tyrolska.
Počátkem 19. století zde byly založeny klimatické lázně. Po 1. světové válce město připadlo Itálii. Ve městě od středověku žila početná židovská komunita, která si roku 1901 vystavěla novou synagogu. Za druhé světové války bylo na 15 tisíc zdejších Židů deportováno do koncentračních táborů.

## Lázně

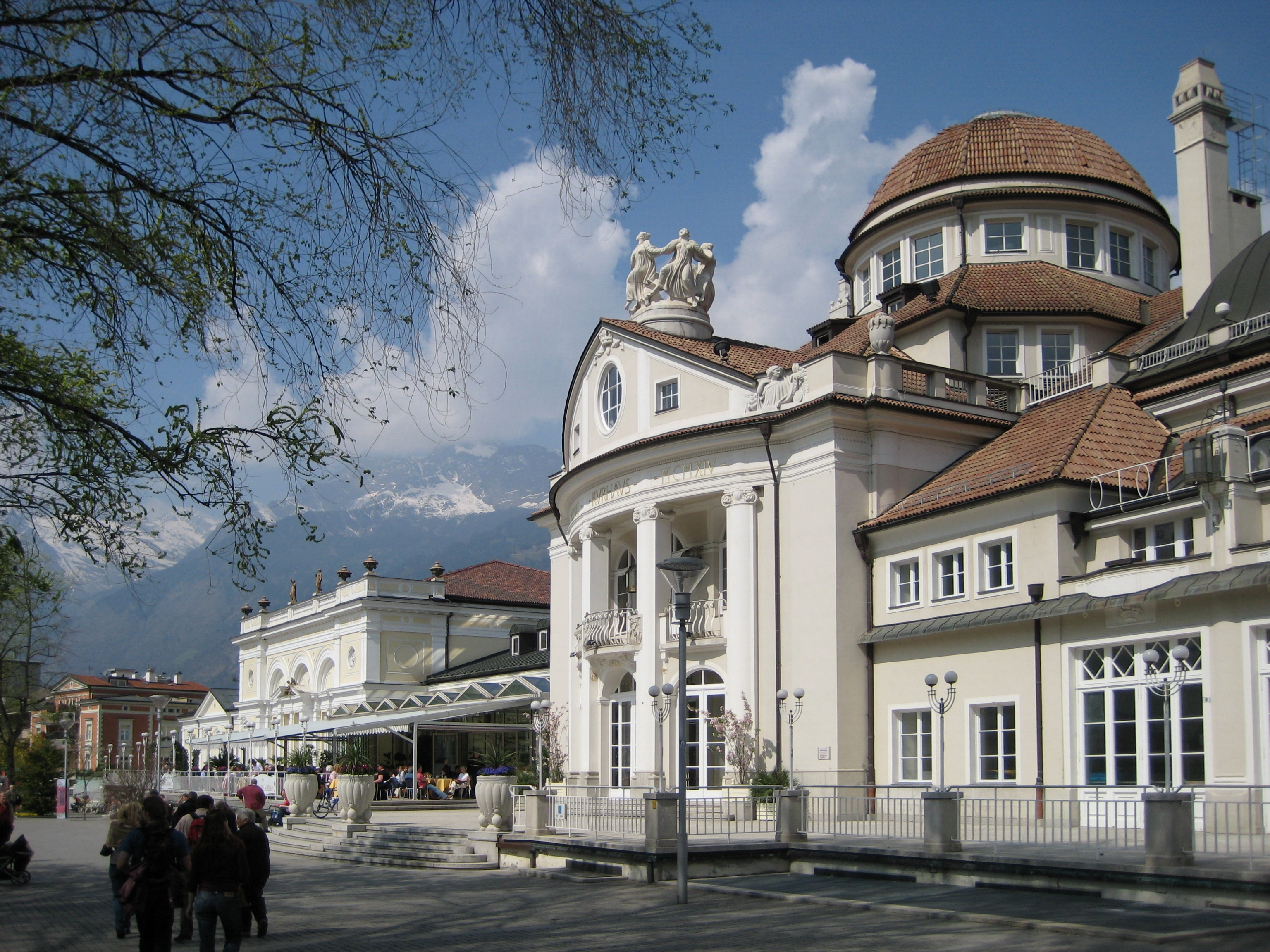
Lázeňský dům v Meranu

Založení lázní v 1. třetině 19. století souviselo s celoevropskou módou rekreačně společenských míst. V lázních opakovaně pobývala kněžna Matylda Schwarzenbergová (1804–1886), postižená dětskou obrnou, se svým domácím lékařem Johannem Nepomukem Huberem který se zde věnoval léčbě nemocných cholerou a prováděl výzkum účinků klimatu, vody a bahna, který publikoval knižně roku 1837. Tehdy lázně sloužily často pro nemocné tuberkulózou nebo dětskou obrnou, a dále jako významné společensko-rekreační centrum. V závěru 19. století se Merano zařadilo mezi šest nejvýznamnějších lázeňských měst Rakouské monarchie (Karlovy Vary, Mariánské Lázně, Baden u Vídně, Bad Ischl, Bad Gastein).

### Osobnosti
Lázně v letech 1818–1823 navštěvovala francouzská ex-císařovna Marie Luisa Habsbursko-Lotrinská. Oblíbila si je rakouská císařovna Sisi, která zde v letech 1870 - 1872 pobývala na hradě Trauttmannsdorf a na zdejším závodišti se věnovala jízdě na koni. Lázně navštěvovali spisovatelé Franz Kafka (s jehož jménem je spojena zdejší každoroční literární soutěž), Ezra Pound nebo sociolog Paul Felix Lazarsfeld. Bydlel zde také hudební skladatel Paul Hindemith.
Lázně v Meranu se nacházejí v krásném přírodním parku. K dispozici mají studené minerální, radioaktivní nebo fluóridové prameny prýštící z hory San Vigilio. Léčí se zde respirační, srdeční a gynekologické choroby, záněty a bolesti. Léčebné kúry zahrnují různé koupele, bahno, inhalace, masáže, saunu či solárium.

## Město a památky
Středem města protéká řeka Passirio (Passer). Historická část města se nachází na pravém břehu řeky. V historickém centru jsou dochované měšťanské domy ze 14. století.
- Promenáda Freiheitsstraße - Corso Libertà - osová komunikace města, její střední část tvoří Theaterplatz - Piazza Teatro se secesním divadlem Stadttheater - Teatro Civico z roku 1900. Východně odtud stojí secesní lázeňský dům Kurzhaus z roku 1874, kde se pořádají koncerty.
- K nejstarším ulicím patří Laubengasse - Via Portici (s řadou restaurací), která stoupá k hlavní dominantě města, gotickému farnímu kostelu San Nicoló - halovému trojlodí sv. Mikuláše s kaplí sv. Barbory z 15. století, s 83 metrů vysokou věží - zvonicí.
- Vpravo od kostela: jediná renesanční stavba v Meranu Mammingův palác.
- zbytky opevnění starého města: tři městské brány: Passeirer Tor - Porta Passiria na severu, Vinschgauer Tor - Porta Venosta v západní části starého města a Bozener Tor - Porta Bolzano na jihu.
- Na severu menší zámek Landesfürstliche Burg - Castello Principesco, od 16. století byl letním sídlem habsburských císařů.
- Na levém břehu řeky na Thermenplatz - Piazza Terme je lázeňské centrum s termálními koupelemi, koupalištěm, saunou a dalšími lázeňskými zařízeními. Prochází tudy promenáda.
- Na východní hranici města leží hrad Schloss-Castel Trautmannsdorf se zahradami, v interiérech je umístěno muzeum.
- Dva kilometry severně od Merana leží obec Tirolo (Tirol), nad níž se tyčí hrad Tirol, vystavěný v letech 1120–1180 jako rodové sídlo tyrolských panovníků. V roce 1335 na hradě zemřel bývalý český král Jindřich Korutanský, který z Čech uprchl před Lucemburky.[4]

## Sport
Od roku 1968 ve městě působí hokejový tým HC Meran. Pětkrát zvítězil v druhé italské hokejové lize a dvakrát v první lize Serie A v sezónách1985/86 a 1998/99.
Od roku 2021 tým hraje v Alps Hockey Leauge.

## Galerie

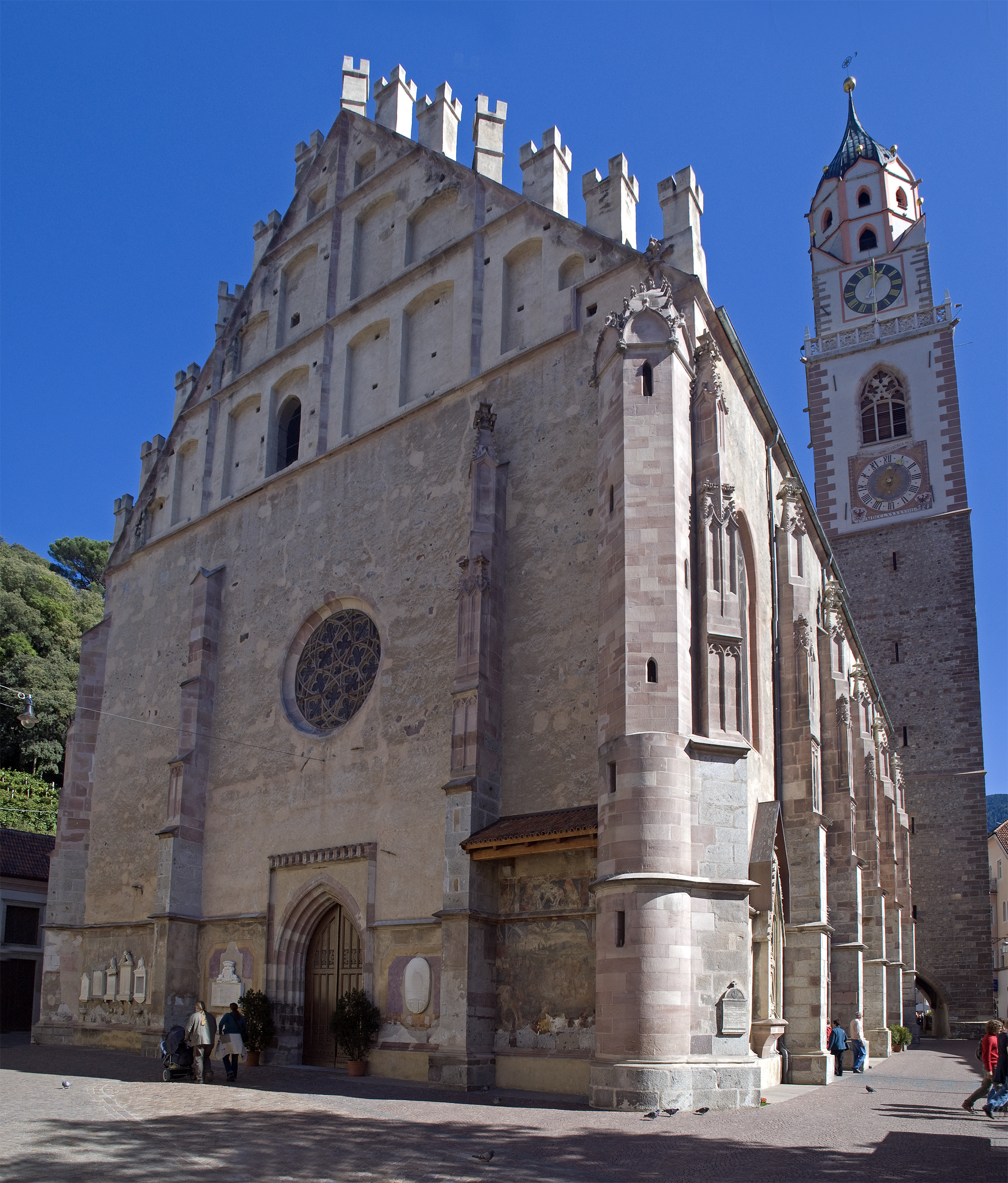
Kostel San Nicoló
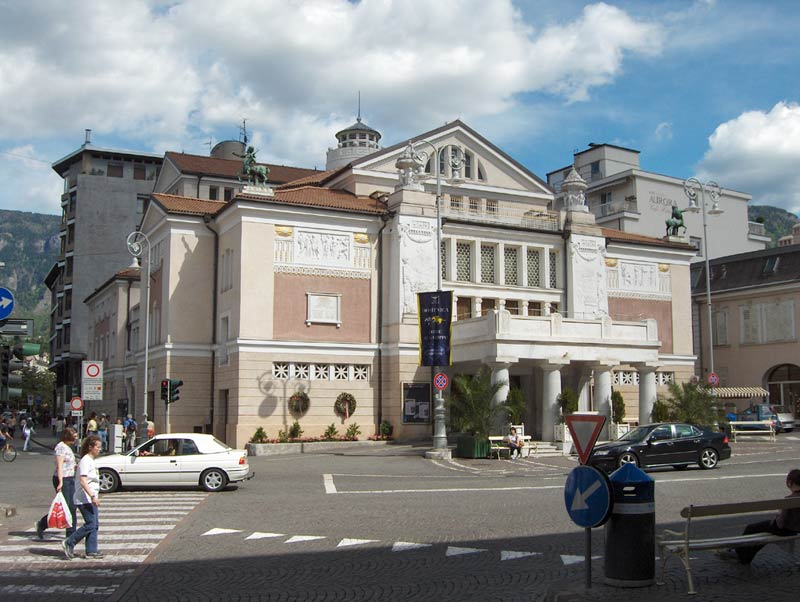
Teatro Civico
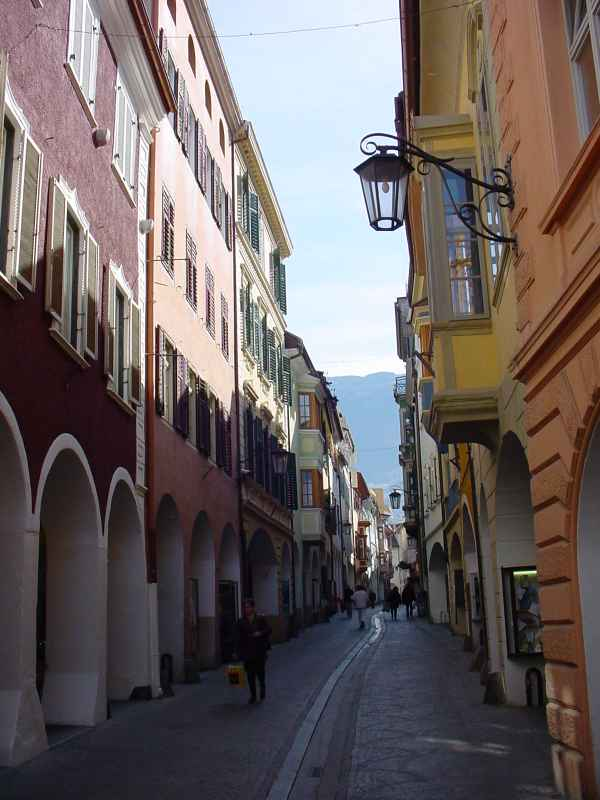
Via Portici
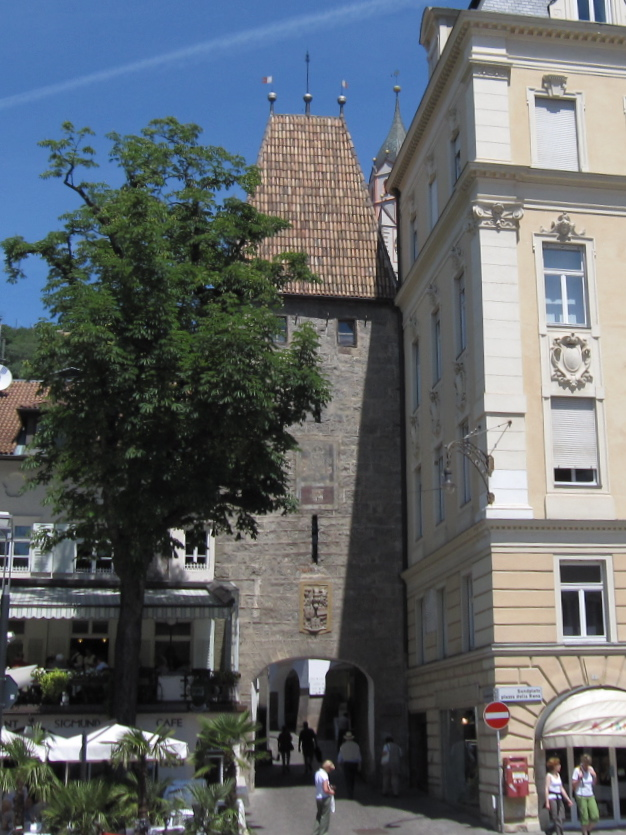
Porta Bolzana
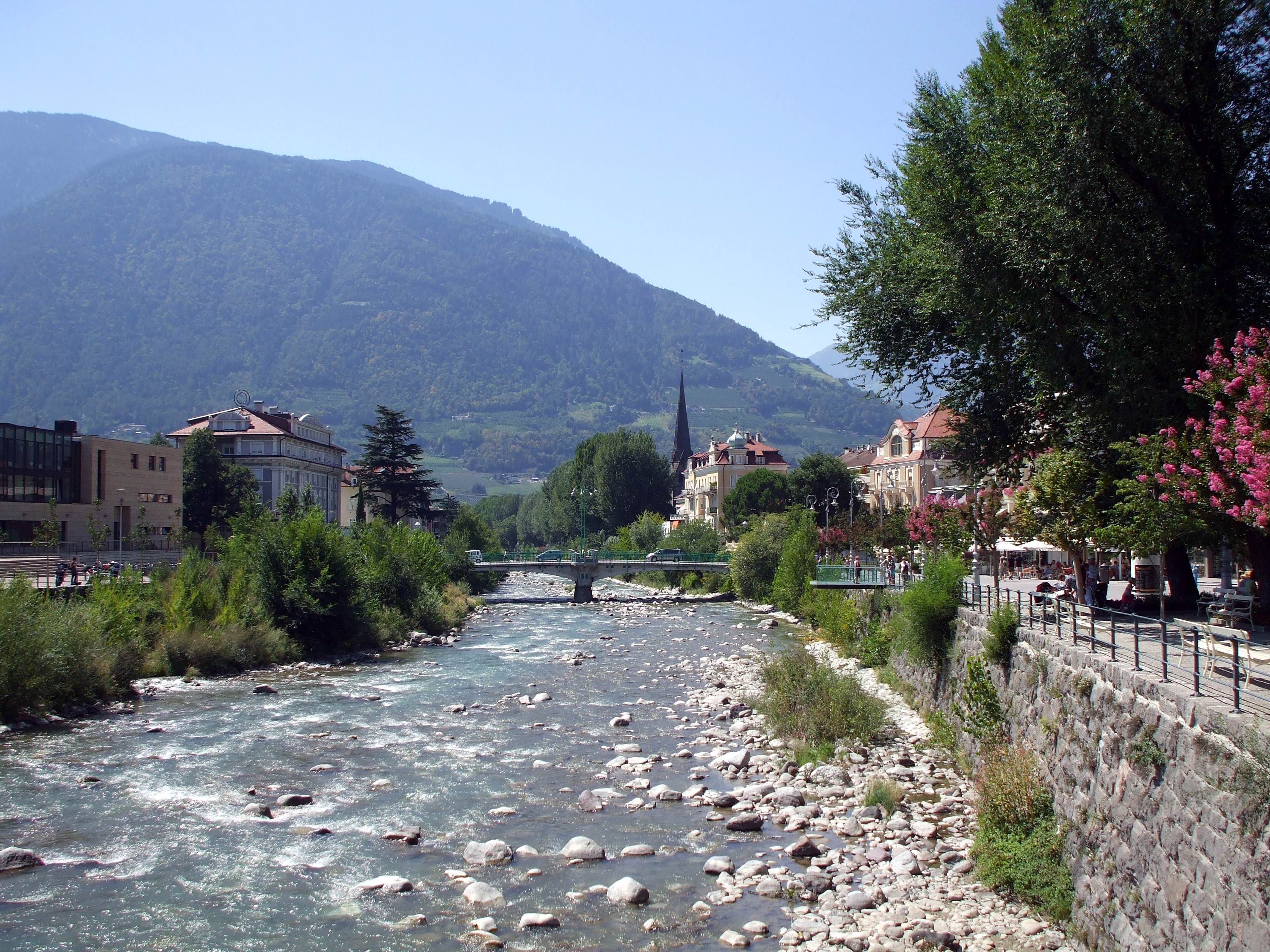
Řeka Passirio
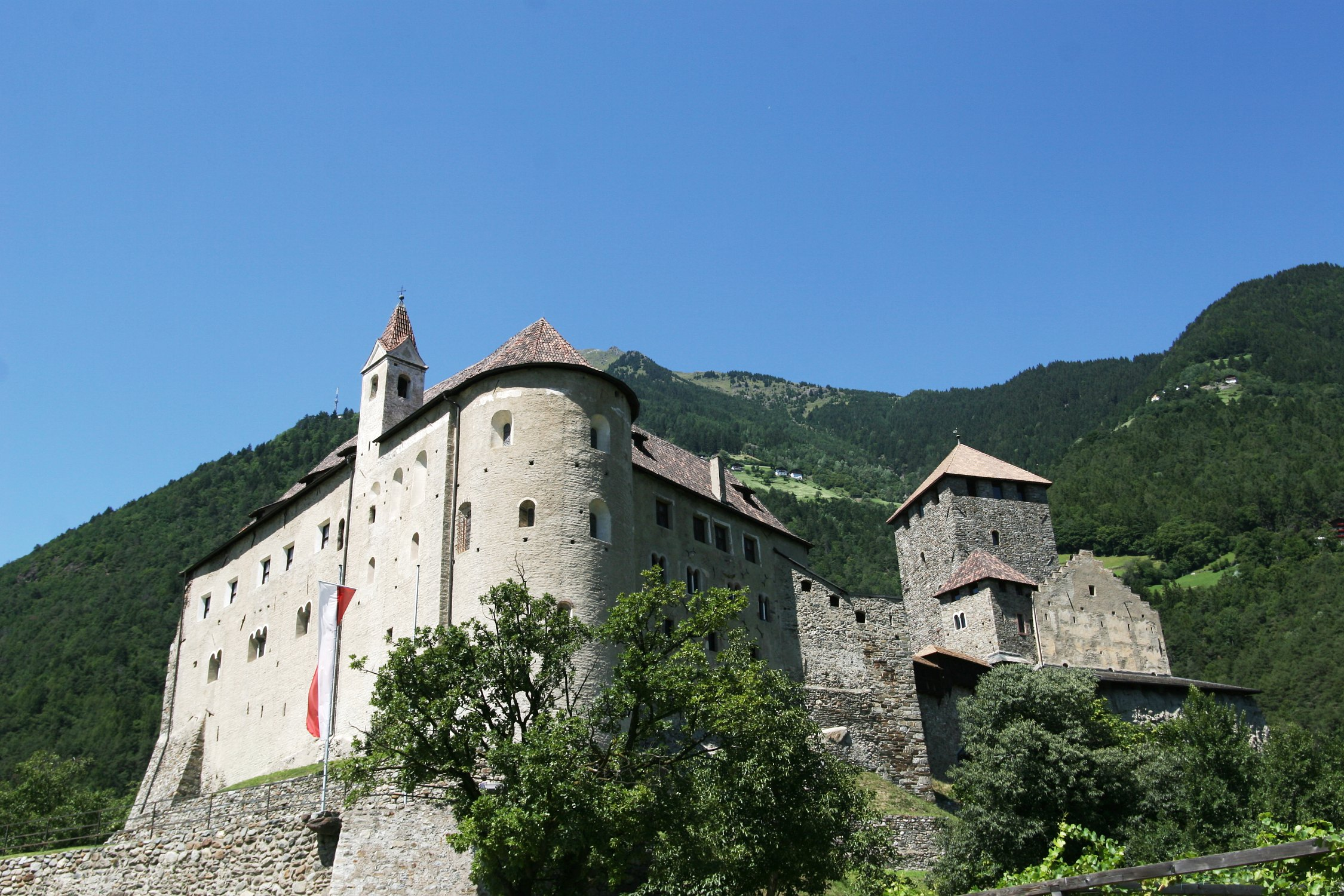
Hrad Tirol
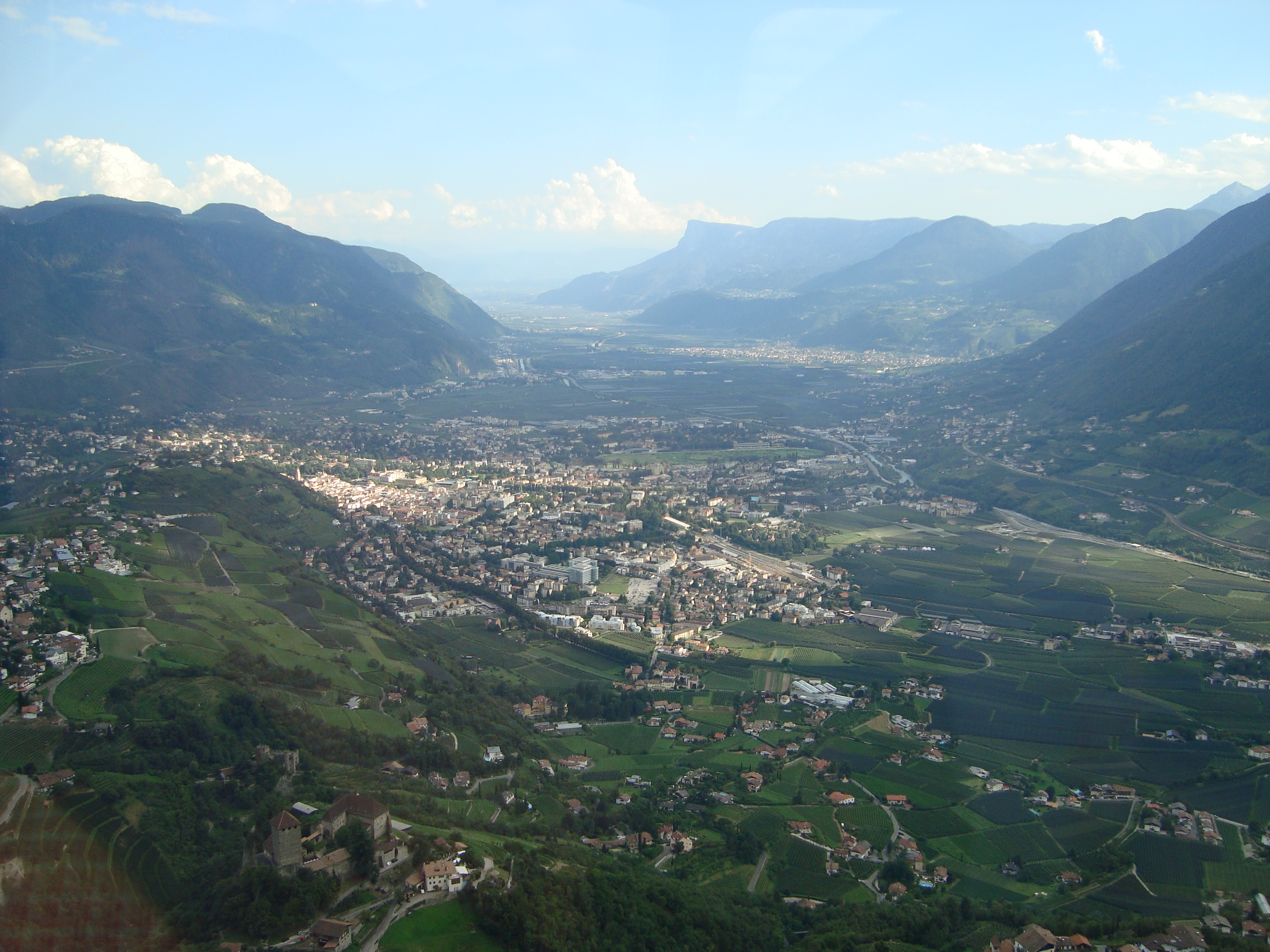
Merano a údolí řeky Adiže
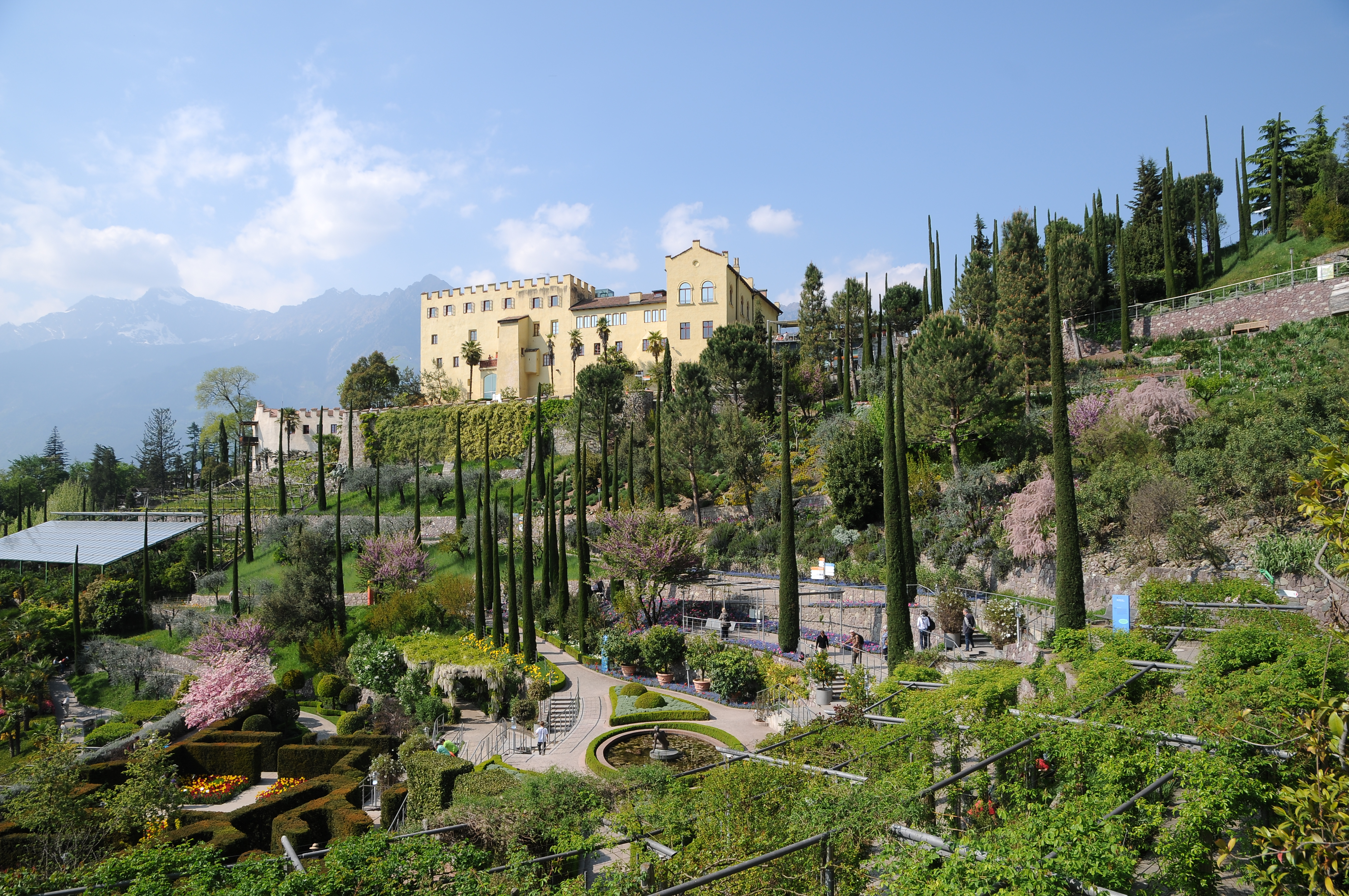
Botanická zahrada u zámku Trauttmansdorff

## Politika
Starostové od roku 1952:
- Italo Zanandrea: 1952–1953
- Michele Vinci: 1953–1956
- Luigi Bertagnolli: 1956–1964
- Luigi Ercole Volante: 1964–1966
- Aldo Balzarini: 1966–1973
- Ottokar Polasek: 1973–1974
- Franco Dorigoni: 1975–1980
- Franz Alber: 1980–1983
- Giancarlo Micheli: 1983–1985
- Franz Alber: 1985–1988
- Giuseppe Rossi: 1988–1990
- Armin Ganner: 1990–1994
- Claudia Chistè: 1994–1995
- Franz Alber: 1995–2005
- Günther Januth: 2005–2015
- Paul Rösch: 2015–

## Partnerská města
- Girona, Španělsko
- Pardubice, Česko
- Salcburk, Rakousko